# 努賽
努賽（?—1650年），滿洲愛新覺羅氏。和碩莊親王舒爾哈齊之孫、追封簡靖定親王費揚武第六子。
努賽初被封輔國公。順治六年（1649年），進封為貝子。順治七年（1650年），努賽逝世。朝廷予以諡號為「悼哀」。